# Sandro Kulenović
Sandro Kulenović (ur. 4 grudnia 1999 w Zagrzebiu) – chorwacki piłkarz występujący na pozycji napastnika w chorwackim klubie Dinamo Zagrzeb oraz w reprezentacji Chorwacji do lat 20. i 21. Od 7 czerwca 2016 do 2 września 2019 zawodnik Legii Warszawa. Rozegrał w Ekstraklasie 24 spotkania i strzelił 5 bramek.

## Sukcesy

### Klubowe

#### Legia Warszawa
- Wicemistrz Polski (1): 2018/2019
- Finalista Superpucharu Polski (1): 2018

#### Dinamo Zagrzeb
- Mistrz Chorwacji (1): 2019/2020